# Liu Hongyu
Liu Hongyu (劉宏宇S, Liú HóngyǔP; Liaoning, 11 gennaio 1975) è un'ex marciatrice cinese, campionessa mondiale della 20 km a Siviglia 1999.

## Palmarès
| Anno | Manifestazione    | Sede      | Evento         | Risultato | Prestazione | Note |
| ---- | ----------------- | --------- | -------------- | --------- | ----------- | ---- |
| 1993 | Mondiali          | Stoccarda | Marcia 10 km   | dq        | dq          |      |
| 1994 | Mondiali juniores | Lisbona   | Marcia 5000 m  | 8ª        | 22'23"69    |      |
| 1995 | Mondiali          | Göteborg  | Marcia 10 km   | 8ª        | 42'46"      |      |
| 1997 | Mondiali          | Atene     | Marcia 10000 m | 4ª        | 43'56"86    |      |
| 1998 | Giochi asiatici   | Bangkok   | Marcia 10 km   | Oro       | 43'57"      |      |
| 1999 | Mondiali          | Siviglia  | Marcia 20 km   | Oro       | 1h30'50"    |      |
| 2000 | Giochi olimpici   | Sydney    | Marcia 20 km   | dq        | dq          |      |
| 2001 | Mondiali          | Edmonton  | Marcia 20 km   | dq        | dq          |      |

## Altre competizioni internazionali
1997
- 12ª in Coppa del mondo di marcia ( Poděbrady), marcia 10 km - 42'57"

1999
- Oro in Coppa del mondo di marcia ( Mézidon-Canon), marcia 20 km - 1h27'32"